# تشارلز لوس
تشارلز لوس هو عازف جاز وعازف بيانو وملحن بلجيكي، ولد في 29 يوليو 1951 في بروكسل في بلجيكا.

## وصلات خارجية
- تشارلز لوس على موقع ميوزك برينز (الإنجليزية)
- تشارلز لوس على موقع ديسكوغز (الإنجليزية)